# Charlotte Henry
Charlotte Henry  (Nueva York, 3 de marzo de 1914 – La Jolla, California, 11 de abril de 1980) fue una actriz estadounidense conocida por sus papeles en Alicia en el país de las maravillas (1933) y Babes in Toyland (1934). También participó en el serial protagonizado por Frank Buck Jungle Menace.

## Primeros años
Nacida en Brooklyn, en la ciudad de Nueva York, a muy temprana edad ya era modelo y se sentía fascinada por el teatro. Con solo 14 años de edad sorprendió a su familia al ser escogida para interpretar un importante papel en Courage, obra representada en el circuito de Broadway, e importante éxito en el año 1928.

## Hollywood
Al año siguiente, su madre llevó a Charlotte a Hollywood. Allí repitió su papel en la versión cinematográfica de Courage (1930), y empezó a estudiar en Lawlors, una escuela para niños profesionales, en la que coincidió con Frankie Darro, Anita Louise y Betty Grable, entre otros. Junior Durkin, que había trabajado con ella en Courage, sugirió a Charlotte como actriz de una pieza en la que él actuaba en Pasadena. Para entonces ella ya había participado en otros dos largometrajes: Huckleberry Finn en 1931 y Lena Rivers en 1932.
En esa época Paramount estaba buscando una chica para participar en su nueva versión de Alicia en el país de las maravillas, habiendo hecho pruebas a más de 6.800 candidatas. Un cazatalentos de Paramount vio a Henry actuar en el teatro, y organizó una prueba con ella. Una semana más tarde Charlotte Henry ya trabajaba en la película. La cinta generó una unánime aprobación del trabajo de Henry, aunque no tuvo una buena recaudación. El efecto de Alicia en la vida de Henry fue algo más que la usual historia de una actriz arruinada por una asociación negativa. Se vio encasillada y, a la vista de las demás personas, se había convertido en su personaje, Alicia, según afirmaba la actriz en una entrevista.
Paramount prestó a la actriz a MGM para rodar Babes in Toyland con Stan Laurel y Oliver Hardy. A pesar de que el film fue un éxito, y de que quizás su papel fue el más recordado de su carrera, Charlotte no siguió con MGM. Con todo, siguió en el cine, aunque el bajo presupuesto de las cintas en las que actuaba mermó su popularidad. En total rodó unas 30 películas, algunas de ellas como protagonista, aunque en la mayor parte hizo papeles de reparto. La mayor parte de sus películas fueron rodadas entre 1930 y 1937. Tras ello trabajó un tiempo como modelo y, entre 1941 y 1942, participó en otras cinco producciones.

## Últimos años
Desanimada por la baja calidad de las ofertas de trabajo que recibía, Henry se retiró del cine y se mudó de Hollywood a San Diego, donde dirigió una agencia de empleo en compañía de su madre. Posteriormente, y durante 15 años, fue secretaria ejecutiva del Obispo católico de San Diego, Charles F. Buddy. 
Henry estuvo casada con el Dr. James J. Dempsey, y continuó con su carrera interpretativa actuando en varias producciones teatrales en el Teatro San Diego Old Globe. 
Charlotte Henry falleció en 1980 en La Jolla, California, a causa de un cáncer. Fue enterrada en el Cementerio Holy Cross, en San Diego. Le sobrevivieron su marido y su hermano, el Reverendo Robert E. Henry, de la Iglesia Episcopal St. Paul en Ventura (California).